# Bathymicrops
Bathymicrops är ett släkte av fiskar. Bathymicrops ingår i familjen Ipnopidae.
Kladogram enligt Catalogue of Life:
| Bathymicrops | \| \| Bathymicrops belyaninae \| \| \| \| \| \| Bathymicrops brevianalis \| \| \| \| \| \| Bathymicrops multispinis \| \| \| \| \| \| Bathymicrops regis \| \| \| \| |
|              | \| \| Bathymicrops belyaninae \| \| \| \| \| \| Bathymicrops brevianalis \| \| \| \| \| \| Bathymicrops multispinis \| \| \| \| \| \| Bathymicrops regis \| \| \| \| |
|              | Bathypterois |
|              | |
|              | Bathytyphlops |
|              | |
|              | Ipnops |
|              | |
|              | Bathymicrops belyaninae |
|              | |
|              | Bathymicrops brevianalis |
|              | |
|              | Bathymicrops multispinis |
|              | |
|              | Bathymicrops regis |
|              | |

|  | Bathymicrops belyaninae  |
|  |                          |
|  | Bathymicrops brevianalis |
|  |                          |
|  | Bathymicrops multispinis |
|  |                          |
|  | Bathymicrops regis       |
|  |                          |